# هنري داوني
هنري داوني (بالإنجليزية: Henry Downey)‏ هو لاعب كرة القدم الغالية بريطاني، ولد في 27 ديسمبر 1966 في Lavey, County Londonderry ‏ في المملكة المتحدة.